# Vương Tân Huy
Wang Xinhui (tiếng Trung: 王新辉; sinh ngày 2 tháng 1 năm 1993 ở Meizhou) là một cầu thủ bóng đá người Trung Quốc hiện tại thi đấu cho đội bóng tại Giải bóng đá ngoại hạng Hồng Kông R&F.

## Sự nghiệp câu lạc bộ
Wang bắt đầu sự nghiệp bóng đá năm 2011 khi được đẩy lên đội trẻ Guangdong thi đấu tại China League Two 2011. Anh gia nhập đội bóng tại Giải bóng đá ngoại hạng Trung Quốc Guangzhou R&F năm 2013. Với sự khen ngợi của huấn luyện viên Sven-Göran Eriksson, anh được đẩy lên đội một vào tháng 12 năm 2013.